# Insight (magasin)
 For alternative betydninger, se Insight. (Se også artikler, som begynder med Insight)
Insight er et dansk magasin, som på engelsk henvender sig til internationale medarbejdere og deres familier.
Magasinet blev grundlagt af International Community under Erhverv Aarhus i 2011 i samarbejde med Århus Media med henblik på at lave et magasin målrettet til internationale medarbejdere og deres familier i Business Region Aarhus. Magasinet giver internationale medarbejdere og deres familier indblik i at leve i Danmark og er i dag landsdækkende. 
Udgives i dag af Jyllands-Posten i samarbejde med Copenhagen Post.

## Ekstern henvisning
- www.internationalcommunity.dk
- www.erhvervaarhus.dk